# Johan Anne Singendonck
Jhr. mr. Johan Anne Singendonck (Nijmegen, 12 mei 1809 − aldaar, 29 november 1893) was ruim vijfentwintig jaar griffier van de Eerste Kamer der Staten-Generaal: van 1850 tot 1877. Hij was een antirevolutionair en behoorde tot de vriendenkring van Guillaume Groen van Prinsterer. Zijn vader, jhr. mr. Johan Matthias Singendonck, was lid van het Wetgevend Lichaam en de Notabelenvergadering.

## Loopbaan
Singendonck was lid van de familie Singendonck en studeerde Romeins en hedendaags recht te Leiden, een studie die hij met een dissertatie afrondde (magna cum laude). Hij was commies van Staat bij de Raad van State en van 1843 tot 1850 commies-griffier bij de Eerste Kamer. Van 1850 tot 1877 was hij griffier van de Eerste Kamer. 
Hij was lid van diverse christelijke verenigingen en lid van het college van regenten van het Huis van Verzekering te 's Gravenhage van 1837 tot 1862. 
Hij was ridder in de Orde van de Nederlandse Leeuw en Commandeur in de Orde van de Eikenkroon.

## Publicaties
- J.A. Singendonck, De privilegiis militum jure romano, dissertatie, Leiden, 1832.